# Kanton Soustons
Der Kanton Soustons war bis 2015 ein französischer Wahlkreis im Arrondissement Dax, im Département Landes und in der Region Aquitanien; sein Hauptort war Soustons, Vertreter im Generalrat des Départements war zuletzt von 2008 bis 2015 Hervé Bouyrie (PS). 
Der Kanton war 378,47 km² groß und hatte 27.311 Einwohner (Stand 2012). 

## Gemeinden
Der Kanton umfasste elf Gemeinden:
| Gemeinde                | Einwohner Jahr | Fläche km² | Bevölkerungsdichte | Code INSEE | Postleitzahl |
| ----------------------- | -------------- | ---------- | ------------------ | ---------- | ------------ |
| Angresse                | 1819 (2013)    | –          | – Einw./km²        | 40150      | 40004        |
| Azur                    | 700 (2013)     | –          | – Einw./km²        | 40140      | 40021        |
| Magescq                 | 1977 (2013)    | –          | – Einw./km²        | 40140      | 40168        |
| Messanges               | 955 (2013)     | –          | – Einw./km²        | 40660      | 40181        |
| Moliets-et-Maa          | 1053 (2013)    | –          | – Einw./km²        | 40660      | 40187        |
| Saint-Geours-de-Maremne | 2461 (2013)    | –          | – Einw./km²        | 40230      | 40261        |
| Seignosse               | 3608 (2013)    | –          | – Einw./km²        | 40510      | 40296        |
| Soorts-Hossegor         | 3826 (2013)    | –          | – Einw./km²        | 40150      | 40304        |
| Soustons                | 7504 (2013)    | –          | – Einw./km²        | 40140      | 40310        |
| Tosse                   | 2426 (2013)    | –          | – Einw./km²        | 40230      | 40317        |
| Vieux-Boucau-les-Bains  | 1525 (2013)    | –          | – Einw./km²        | 40480      | 40328        |